# Армянский обряд

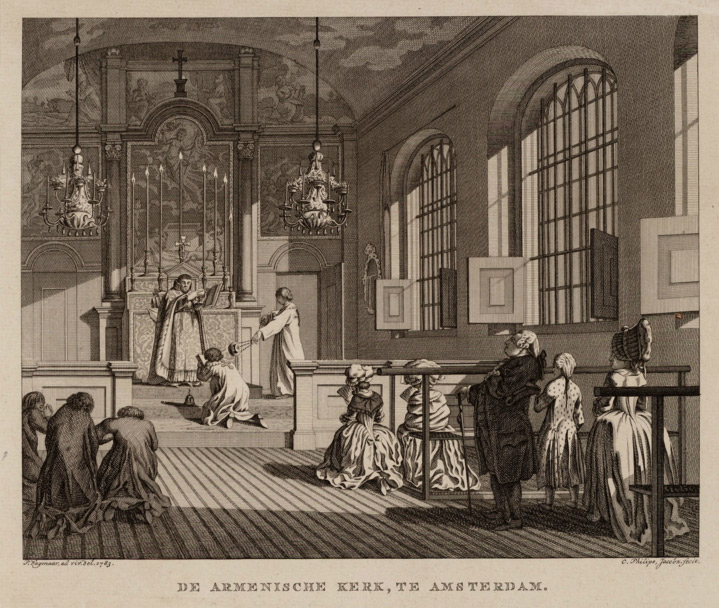
Армянская церковь в Амстердаме, 1783 год

Армя́нский обря́д — один из восточных литургических обрядов. Используется Армянской апостольской церковью и Армянской католической церковью.

## История
Армянский обряд развился в древности в Армении после принятия страной христианства. В своих основных чертах обряд сложился на протяжении IV и V веков. Первоначальной основой обряда были сирийские и греческие традиции, однако армянское богослужение быстро приобрело свою специфику, чему способствовал переход на национальный язык, который в V веке получил свою письменность, а также определённый изоляционизм Армянской церкви в первые века своего существования.
В V—VII веках на армянскую литургию ощутимо сильно повлияло греческое иерусалимское богослужение, что объясняется в том числе и присутствием армянской диаспоры в Иерусалиме. В период IX—XIII веков армянский обряд испытал влияние византийского богослужения Константинопольского патриархата. В средневековый период, начиная с эпохи крестовых походов, в него проник ряд элементов латинского обряда.
После образования в Средневековье восточнокатолической армянской церкви она также использовала в богослужении армянский обряд, но подвергшийся определённой латинизации. В XIX веке в этой церкви возобладала противоположная тенденция на очищение армяно-католического богослужения от латинских заимствований. К концу XX века в богослужении Армянской апостольской и Армянской католической церквей практически исчезли расхождения. Армянский обряд выделяется среди прочих христианских литургических обрядов тем, что на протяжении всей истории своего существования использовался только в рамках одной национально-культурной традиции.

## Литургия

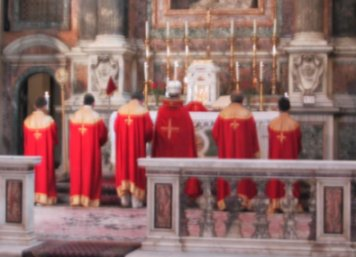
Фрагмент армянской литургии

Литургия армянского обряда сильно менялась на протяжении истории. С V века основной литургией армянской церкви была литургия Григория Просветителя, видоизменённый вариант византийской литургии Василия Великого. Несмотря на это в церкви существовало определённое литургическое разнообразие, употреблялись в богослужении и другие анафоры. В X веке на армянский язык была переведена литургия Василия Великого в уже развитой константинопольской форме, в XIII веке — литургия Иоанна Златоуста. В этот же период на армянский были переведены и две анафоры западно-сирийского типа. Однако, начиная с X века, главной (а начиная с XIII века практически единственной) литургией армянской церкви становится литургия Афанасия Великого, которая отличалась от древней литургии Григория Просветителя сильным византийским влиянием. Термин «литургия Григория Просветителя» по традиции продолжает иногда применяться по отношению к современной литургии армянского обряда, несмотря на то, что современная литургия сильно отличается от изначальной, созданной в IV веке. К заимствованиям из византийского обряда относятся тайные молитвы (особенно антифонные) и такие элементы, как просительная ектения, гимн «Единородный Сыне», Великий вход и Херувимская песнь. Влияние латинского обряда сказалось в практике ветхозаветных чтений, местоположении Символа веры и включении латинской молитвы в конец Литургии оглашенных.
Богослужебный язык армянского обряда — грабар. Среди характерных особенностей армянского обряда — использование в таинстве Евхаристии неразбавленного вина (армянский — единственный из христианских обрядов, использующий неразбавленное вино) и опресноков в качестве литургического хлеба. Служение на опресноках является не латинским заимствованием, но изначальной традицией. В отличие от мелких латинских опресноков — гостий, в литургии Армянской церкви используется один крупный опреснок с отпечатанным изображением Распятия. Как и в других Древневосточных церквях, в литургии армянского обряда Трисвятое «Святый Боже, Святый Крепкий, Святый Бессмертный, помилуй нас» поётся с прибавлением, относящимся к празднуемому событию. Так на воскресной литургии Трисвятое обычно поётся как «Святый Боже, Святый Крепкий, Святый Бессмертный, что воскрес из мертвых, помилуй нас».
Одеяния священников и литургические одежды очень близки к византийским. Священник на литургии обязательно надевает митру, подобную греческой, а епископ — аналогичную латинской. Особый предмет литургического облачения — сандалии, которые снимаются на период Евхаристического канона и причащения. Богослужение может сопровождаться звучанием органа и рипид с бубенцами.
При совершении крестного знамения в армянском обряде используется троеперстное сложение, а порядок совершения знамения такой — правую руку со сложенными пальцами прикладывают сначала ко лбу, произнося: «Во имя Отца», затем — чуть ниже груди со словами: «и Сына», далее — к левой стороне груди: «и Духа», и — к правой стороне груди, со словами: «Святого». После этого ладонь прикладывается к груди и произносится: «Аминь!».

### Структура армянской литургии
Начальные обряды :
Священник, облачившись, вместе с служителями подходит к подножию алтаря и умывает пальцы, читая псалом 25, обращается к Деве Марии и святым о покровительстве.
Исповедь священника и отпустительная молитва к народу (аналог западного  Confietor, не является заменой исповеди)
священник поднимается к алтарю, читая пс. 42
Тайная "молитва в святилище" и две молитвы Григория Нарекаци
Проскомидия (приготовления на алтаре хлеба и вина)
Каждение жетрвы и храма
Литургия оглашенных :
Возглас Благословенно царство
Народ поет гимн "Единородный Сыне"
Священник : Мир всем
Диакон  призывает к прославлению.
Молитва входа, аналогичная византийской.
Малый вход,  народ поет Трисвятое с дополнением
Мирная ектинья
Чтение пророков или Апостола, пение псалмов соответственно дню.
Чтение евангелия
Никейский Символ веры
Проповедь
Литургия верных
Просительная ектинья
Отпуст оглашенных
Священник тайно читает Никтоже достоин, народ поет херувимскую песнь,
После чего священник ставит дары на алтарь и снова умывает руки читая пс. 25
Мир всем, целование мира
Милость мира
Анафора, типа PSAEJ где P - префация , S - санктус, А - анамнезис ,Е -эпиклеза J -интерцессия
Ектинья, Отче наш
Святое святым, ответ народ един свят Отец, един свят Сын, един свят Дух.
Преломление освященного Хлеба, омакивание его в Кровь,
Священник обращается с чашей к народу с призывом принять в святости тайны и восхвалять Бога
Причастие священника, вынос чаши к народу со словами : Со страхом Божьим и верою приступите.
Причастие народа
Священник после причастия читает благодарственную молитву
Благодарственная ектинья
Заключительные обряды :
Заамвонная молитва
Чтение Евангелия от Иоана 1:1-14
Псалом 33, целование евангелия
Благословение и отпуст

## Богослужебные книги
В армянском обряде используются следующие богослужебные книги:
- Ч’ашоц (арм. Ճաշոց) — библейские чтения, аналогичен лекционарию.
- Хоррдатетр / Патарагаматуйц (арм. Խորհրդատետր / Պատարագամատոյց) — чинопоследование литургии.
- Жамагирк (арм. Ժամագիրք) — Часослов. Сходен с византийским часословом и латинским бревиарием.
- Маштоц (арм. Մաշտոց) — требник, содержит чинопоследования таинств и прочих священнодействий, совершаемых любым священником.

Майр Маштоц (арм. Մայր Մաշտոց) — требник епископа, состоит из последований диаконских и священнических хиротоний, освящения храма, икон, дополняя Маштоц.
Айр Майштоц (арм. Հայր Մաշտոց) — требник Католикоса, содержащий последование епископской хиротонии и чина Мироосвящения.
- Шаракан (арм. Շարական) — сборник гимнов (шараканов).
- Айсмавурк' (арм. Յայսմավուրք) — включает в себя краткие жития святых и поучения на праздники.
- Тонацуйц (арм. Տոնացույց) — перечень праздников с чтениями и уставными указаниями (аналогичен типикону).

## Календарь

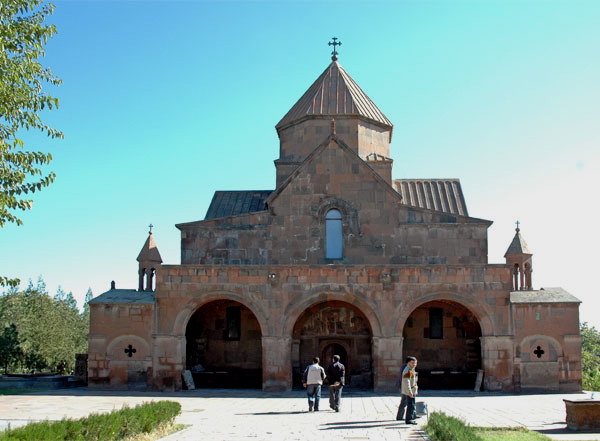
Церковь св. Гаяне. Эчмиадзин

В армянском обряде существует установленный Григорием Просветителем пятидневный Передовой пост, начинающийся за три недели до Великого поста.
Армянская апостольская церковь отмечает Рождество Христово и Крещение Господне 6 января в один день под общим названием Богоявление. Армянская католическая церковь, как и Римско-католическая церковь, 6 января празднует Богоявление, Рождество же празднует отдельно — 25 декабря.
Богослужение суточного круга состоит из 9 канонических часов (последований), но в современной практике обычно служатся далеко не все часы. Полунощница и утреня, как правило, соединяются.

## Устройство храма
Армянские храмы обладают рядом особенностей. Пространство храма разделяется на три разновеликие части. В основной, нижней части храма располагаются верующие. Далее, на ступеньку выше основного пространства храма, идет солея. Далее, на высоком алтаре располагается Престол. Справа от Престола (слева со стороны верующих) в стене алтарной апсиды находится ниша для чаши с Дарами, которые выносятся на Престол во время литургии.
Алтарь с Престолом отделяется от остальной части храма занавесом, который открывается и закрывается соответственно чину богослужения. В отличие от византийского обряда, где алтарь закрыт иконостасом, армянская литургия проходит открыто. Только в Великий пост Литургия служится при закрытом занавесе.